# 복온공주
복온공주(福溫公主, 1818년 음력 10월 26일 ~ 1832년 음력 5월 12일)는 조선의 왕족이다. 순조와 순원왕후의 차녀이다.

## 생애

### 가계
1818년 11월 24일(순조 18년 음력 10월 26일) 조선의 제23대 왕 순조와 순원왕후의 차녀로 태어났다. 성은 이, 본관은 전주이다. 문조(효명세자)와 명온공주의 친동생이며, 덕온공주의 친언니이다.
덕온공주의 모후 순원왕후는 안동 김씨 가문 출신으로, 김조순의 딸이다. 순원왕후는 자신의 집안이 풍양 조씨 가문과 함께 조선 말기 세도 정치의 절정기를 이끌어 나가게 하는데 중요한 역할을 한 왕비이기도 하다.

### 공주 시절
7살 때인 1824년 11월 10일(순조 24년 음력 9월 20일) 정식으로 공주에 책봉되어 복온공주(福溫公主)라고 하였다. 이후 13살 때인 1830년 4월 20일(순조 30년 음력 3월 28일) 삼간택을 거쳐 부사과를 지낸 안동 김씨 김연근의 아들 김병주와의 혼인이 결정되었으며, 김병주는 창녕위에 봉해졌다. 그리고 이 해 5월 20일(음력 4월 28일) 정식으로 혼인하였다.
그러나 공주는 혼인 2년만인 1832년 6월 10일(순조 32년 음력 5월 12일) 15세의 나이로 요절하고 말았다. 이때 순조는 현종의 딸 명안공주의 예에 맞춰 장례를 거행하게 하였으며, 조정의 관원들에게 장례에 미진한 부분이 없도록 할 것을 명하였다. 또 성복을 하는 날에는 순조가 직접 공주의 집에 행차하였다. 일찍 사망하여 소생은 없었다.
복온공주의 묘는 현재의 서울특별시 강북구 번동에 마련되었으며, 훗날 남편 김병주와 합장되었다. 한편 당시 이 인근 지역에 살던 사람들은 이 지역의 이름을 공주의 무덤에서 유래하여 "공주릉"이라고 불렀다고 한다. 현재 번동에는 복온공주와 김병주의 재사인 서울 번동 창녕위궁재사가 있으며, 이 재사는 2002년 9월 13일 서울특별시의 등록문화재 제40호로 지정되었다.
이후 복온공주가 사망하고 불과 한달 후인 1832년 7월 10일(순조 32년 음력 6월 13일), 공주의 친언니인 명온공주마저 사망하고 말았다. 이에 따라 순조의 자녀는 셋째 딸인 덕온공주를 제외하고 모두 부왕보다 일찍 사망한 것이다. 그리고 유일하게 순조보다 오래 산 덕온공주도 1844년(헌종 10년) 23세의 나이로 사망하였다.
한편 복온공주의 남편 김병주는 1853년 3월 28일(철종 4년 음력 2월 19일) 사망하였다.

## 기타
- 복온공주가 안동 김씨 집안으로 시집을 갈 때 고려 시대부터 내려오던 궁중술의 한 종류인 삼해주의 제조법을 가지고 간 후, 대대로 안동 김씨 집안에서 삼해주의 제조법을 계승하게 되었다. 삼해주는 1993년 2월 13일 서울특별시 무형문화재 제8호로 지정되었다[15].
- 복온공주가 혼례 때 입었던 활옷이 남아있다[16].

## 가족 관계
| - 조부 : 정조(正祖, 1752 ~ 1800) - 조모 : 효의왕후 청풍김씨 (1753~1821) - 생조모 : 수빈 박씨 (綏嬪 朴氏, 1770 ~ 1822) - 아버지 : 순조(純祖, 1790 ~ 1834) - 외조부 : 김조순(金祖淳, 1765 ~ 1832) - 외조모 : 청양부부인 청송 심씨(靑陽府夫人 靑松 沈氏, 1766 ~ 1828) - 어머니 : 순원왕후 김씨(純元王后 金氏, 1789 ~ 1857) - 오빠 : 익종(翼宗, 1809 ~ 1830) - 언니 : 명온공주(明溫公主, 1810 ~ 1832) - 이복언니 : 영온옹주 (1817-1829) - 여동생 : 덕온공주(德溫公主, 1822 ~ 1844) | - 시아버지 : 김연근(金淵根, 생몰년 미상) - 남편 : 창녕위 (昌寧尉) 김병주(金炳疇, 1819 ~ 1853) |